# Championnat d'Europe de course à l'américaine féminin (moins de 23 ans)
Le Championnat d'Europe de course à l'américaine féminin moins de 23 ans est le championnat d'Europe de course à l'américaine organisé annuellement par l'Union européenne de cyclisme pour les cyclistes âgées de moins de 23 ans. Le championnat, organisé depuis 2017, a lieu dans le cadre des championnats d'Europe de cyclisme sur piste juniors et espoirs.

## Palmarès
| Année | Or                                            | Argent                                        | Bronze                                         |
| ----- | --------------------------------------------- | --------------------------------------------- | ---------------------------------------------- |
| 2017  | Grande-Bretagne Eleanor Dickinson Manon Lloyd | Russie Diana Klimova Maria Petukhova          | Italie Elisa Balsamo Rachele Barbieri          |
| 2018  | Russie Maria Novolodskaya Diana Klimova       | Grande-Bretagne Megan Barker Jessica Roberts  | Italie Elisa Balsamo Letizia Paternoster       |
| 2019  | Italie Elisa Balsamo Letizia Paternoster      | Pologne Daria Pikulik Wiktoria Pikulik        | Russie Maria Novolodskaya Mariia Miliaeva      |
| 2020  | Italie Chiara Consonni Martina Fidanza        | Allemagne Lea Lin Teutenberg Franziska Brauße | Pologne Wiktoria Pikulik Patrycja Lorkowska    |
| 2021  | Italie Chiara Consonni Martina Fidanza        | Pays-Bas Maike van der Duin Marit Raaijmakers | Russie Daria Malkova Maria Rostovtseva         |
| 2022  | Italie Matilde Vitillo Silvia Zanardi         | Grande-Bretagne Eluned King Sophie Lewis      | Belgique Shari Bossuyt Katrijn De Clercq       |
| 2023  | Grande-Bretagne Maddie Leech Sophie Lewis     | Belgique Katrijn De Clercq Marith Vanhove     | Espagne Eva Anguela Isabella Escalera          |
| 2024  | Belgique Katrijn De Clercq Hélène Hesters     | Grande-Bretagne Maddie Leech Grace Lister     | Allemagne Justyna Czapla Seana Littbarski-Gray |
| 2025  | Allemagne Messane Bräutigam Fabienne Jährig   | Pays-Bas Lisa van Belle Yuli van der Molen    | Belgique Hélène Hesters Marith Vanhove         |